# Ill Starred Babbie
Ill Starred Babbie è un film muto del 1914 diretto da Sherwood MacDonald.

## Produzione
Il film fu prodotto dalla Balboa Amusement Producing Company.

## Distribuzione
Distribuito dalla Alliance Films Corporation, il film uscì nelle sale cinematografiche statunitensi il 7 dicembre 1914.